# 5392 Parker
5392 Parker (1986 AK) là một tiểu hành tinh bay qua Sao Hỏa được phát hiện ngày 12 tháng 1 năm 1986 bởi C. S. Shoemaker ở Palomar.